# 种太阳
《种太阳》是一首儿童歌曲，由李冰雪填词，王赴戎、徐沛东作曲。在1988年的中国中央电视台六一晚会上，银河少年电视艺术团小演员首次演出该歌曲。该歌曲具有欢快，活泼的特点。

## 创作
词作者李冰雪，生于辽宁省铁岭市西丰县的农民家庭，写这篇词时为10岁的小学生。因为东北农村的冬天非常寒冷，诗词表达了作者渴望温暖的生活，也希望全世界都收获更多光明和温暖的愿望。作品收入了金波主编的《中国小诗人诗选》。
曲作家王赴戎和徐沛东为该诗词谱曲。

## 歌曲特点
歌曲为
拍，大调式，为无再现的单二部曲式。两个乐段都结束在主音Do上。第一乐段包括四个乐句，每句以弱拍起句，接五度、六度的跳进。第二乐段前部运用附点八分音符及十六分休止符，节奏紧凑；后两句旋律舒展，节奏宽松，与前面形成对比。

## 歌曲评价
该歌曲曲调轻快活泼，旋律欢快跳跃，歌词富有幻想，刻画了小孩子的愉快心情和天马行空的幻想，抒发了儿童对自然、生活的美丽情怀。

### 吐槽
《种太阳》经常被吐槽是一首邪恶的歌曲，是导致夏天天气酷热的主要原因。
这首歌也被调侃违背常识，“种下”的太阳会造成极地气温变高，海平面上升的灾难。对此，儿童研究专家认为，不应过度解读，也不能用成人思维对儿童歌曲予以简单地否定。

## 引申

### 人造太阳
因为太阳能量来源为核聚变，而可控核聚变装置被称为人造太阳，研究建造该装置的科学家也被形象地称为“种太阳”的人。

## 引用来源
1. ↑  鞠萍. . 上海: 少年儿童出版社. 2003  [2021-07-12]. ISBN 9787532455652. （原始内容存档于2021-07-12）.
2. ↑  金波 (编). . 北京: 中国少年儿童出版社. 1988: 66. ISBN 7500703996.
3. 1 2 3  . 中国之声. 2020-06-04  [2021-07-07]. （原始内容存档于2021-07-10）.
4. ↑  黄荟 (编). . 上海音乐出版社. 2018. ISBN 9787552315509.
5. 1 2  邵宁 (编). . 上海: 上海音乐学院出版社. 2013: 169. ISBN 9787806928462.
6. ↑  人民音乐出版社 (编). . 北京: 人民音乐出版社. 2015: 124. ISBN 9787103045473.
7. 1 2  欧罗巴. . 北京晚报. 2016-07-19  [2021-07-08]. （原始内容存档于2021-07-10）.
8. 1 2  . 周到上海（新闻晨报）. 2018-03-06  [2021-07-08]. （原始内容存档于2021-07-10）.
9. ↑  . 千龙网. 2018-02-13  [2021-07-13]. （原始内容存档于2021-07-16）.
10. ↑  陈诺. . 新华社. 2019-06-11  [2021-07-08]. （原始内容存档于2021-07-10）.
11. ↑  广西科学技术协会 (编). . 南宁: 广西科学技术出版社. 2018: 73. ISBN 9787555111122.